# Mehlby
Mehlby (dänisch: Melby) ist ein Ortsteil der Stadt Kappeln im Kreis Schleswig-Flensburg in Schleswig-Holstein. 
Der Ort liegt westlich der Kernstadt Kappeln am Mühlenbach. Östlich verläuft die B 199 und fließt die Schlei, südlich verläuft die die B 201.
Der Ortsname ist erstmals 1498 schriftlich dokumentiert. Der erste Namensbestandteil verweist auf eine mittlere Lage (altnordisch: meðal), das Suffix -by kommt aus dem Dänischen und bedeutet Siedlung. Die heute verwendete Namensform gibt die jütländische/angeldänische Aussprache (Mælby, auch Mejlby) mit Ausfall des zwischenvokalischen d wieder. 1974 wurde der Ort in die Stadt Kappeln eingemeindet.